# Örslösa
Örslösa är en tätort i Lidköpings kommun och kyrkbyn i Örslösa socken i Västergötland.

## Historia

### Fornlämningar
Öster om Örslösa finns det två mindre gravfält från järnåldern. Bägge gravfälten består av fem nästan cirkelformade stensättningar. Nära ett av gravfälten finns det en stensättning som är cirka 11,5 meter i diameter. Alla dessa stensättningar är dock i ett förfallande skick. Öster om tätorten ligger även en domarring som är 5,5 meter i diameter som består av nio stenar varav tre troligt vis har stått upp.
Strax norr om Örslösa finns det en hög som är 1,5 meter hög och 15 meter i diameter. Det går en ränna över högen som i ena änden övergår till en grop där en samling större stenar finns synliga. Några meter från gravhögen finns det en oval stensättning som är 30 meter lång och 16 meter bred.
På en gård nära tätorten, Per Torstensgården, har man funnit 17 skålgropar med ett tillhörande block som mäter 1,7 meter gånger 1,2 meter gånger 0,9 meter.

### Befolkningsutveckling
| Befolkningsutvecklingen i Örslösa 1990–2020 | Befolkningsutvecklingen i Örslösa 1990–2020 | Befolkningsutvecklingen i Örslösa 1990–2020 | Befolkningsutvecklingen i Örslösa 1990–2020 | Befolkningsutvecklingen i Örslösa 1990–2020 |
| ------------------------------------------- | ------------------------------------------- | ------------------------------------------- | ------------------------------------------- | ------------------------------------------- |
|                                             |                                             |                                             |                                             |                                             |
| År                                          |                                             |                                             | Folkmängd                                   | Areal (ha)                                  |
| 1990                                        | 1990                                        |                                             | 220                                         | 34#                                         |
| 1995                                        | 1995                                        |                                             | 261                                         | 36                                          |
| 2000                                        | 2000                                        |                                             | 283                                         | 36                                          |
| 2005                                        | 2005                                        |                                             | 298                                         | 41                                          |
| 2010                                        | 2010                                        |                                             | 307                                         | 41                                          |
| 2015                                        | 2015                                        |                                             | 322                                         | 60                                          |
| 2020                                        | 2020                                        |                                             | 321                                         | 60                                          |
| Anm.: Ny tätort 1995 # Som småort.          |                                             |                                             |                                             |                                             |

## Samhället
I orten ligger Örslösa kyrka. Ett mejeri anlades i utkanten av orten i början av 1900-talet och den mesta bebyggelse som fanns på orten i början av 2000-talet var byggd mellan 1925 och 1945.

## Idrott
I orten återfinns fotbollsklubben Örslösa-Söne IK och Örslösa IF. Idrottsplatsen heter Tigervallen.

## Galleri

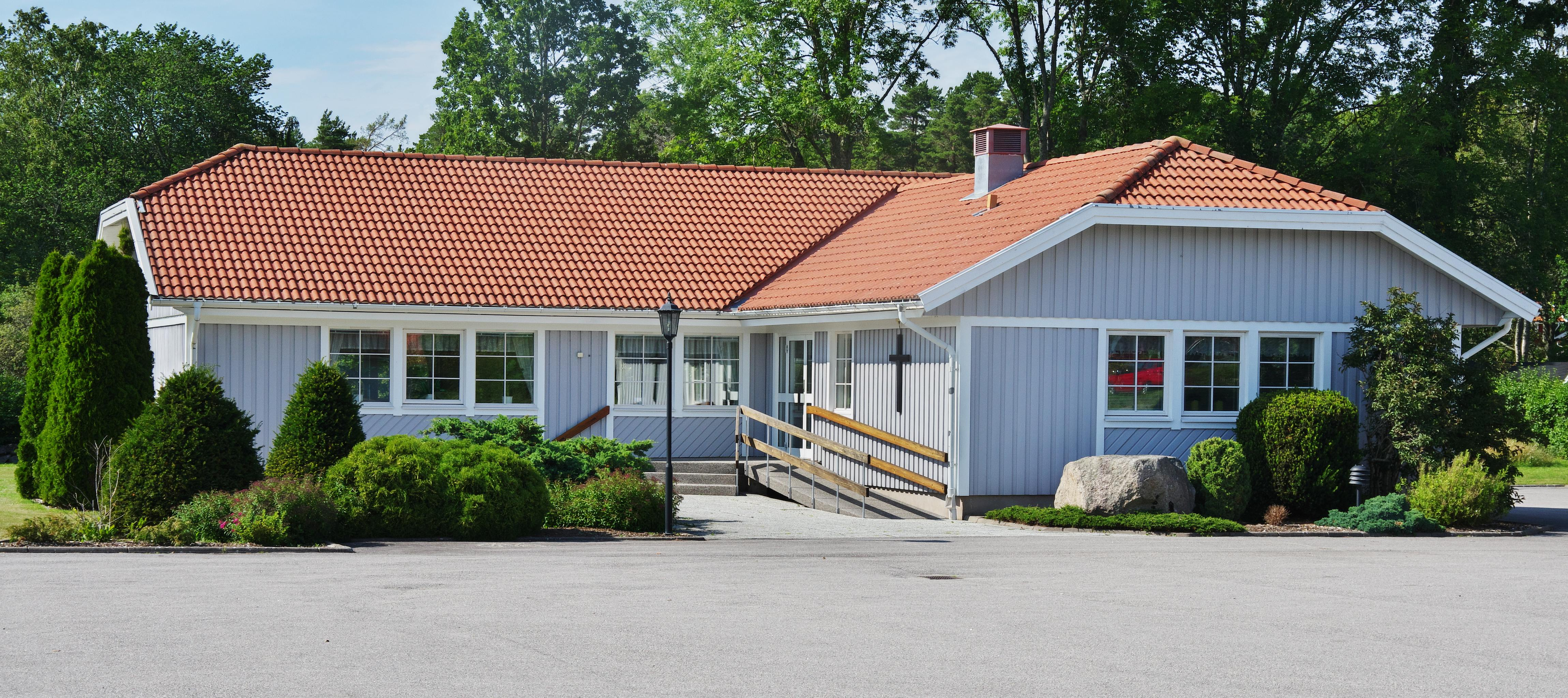
Pingstkyrkan.
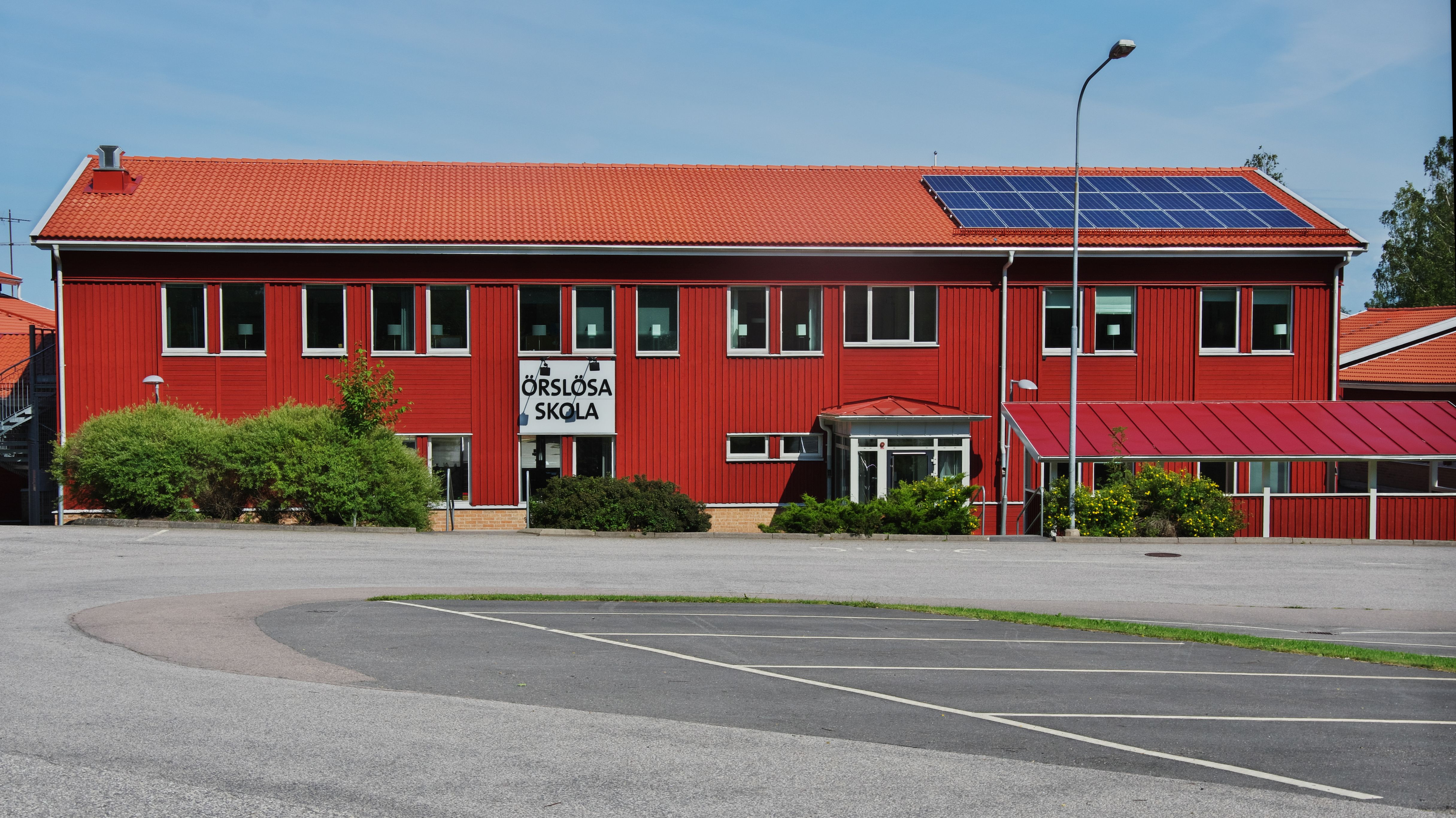
Örslösa skola.
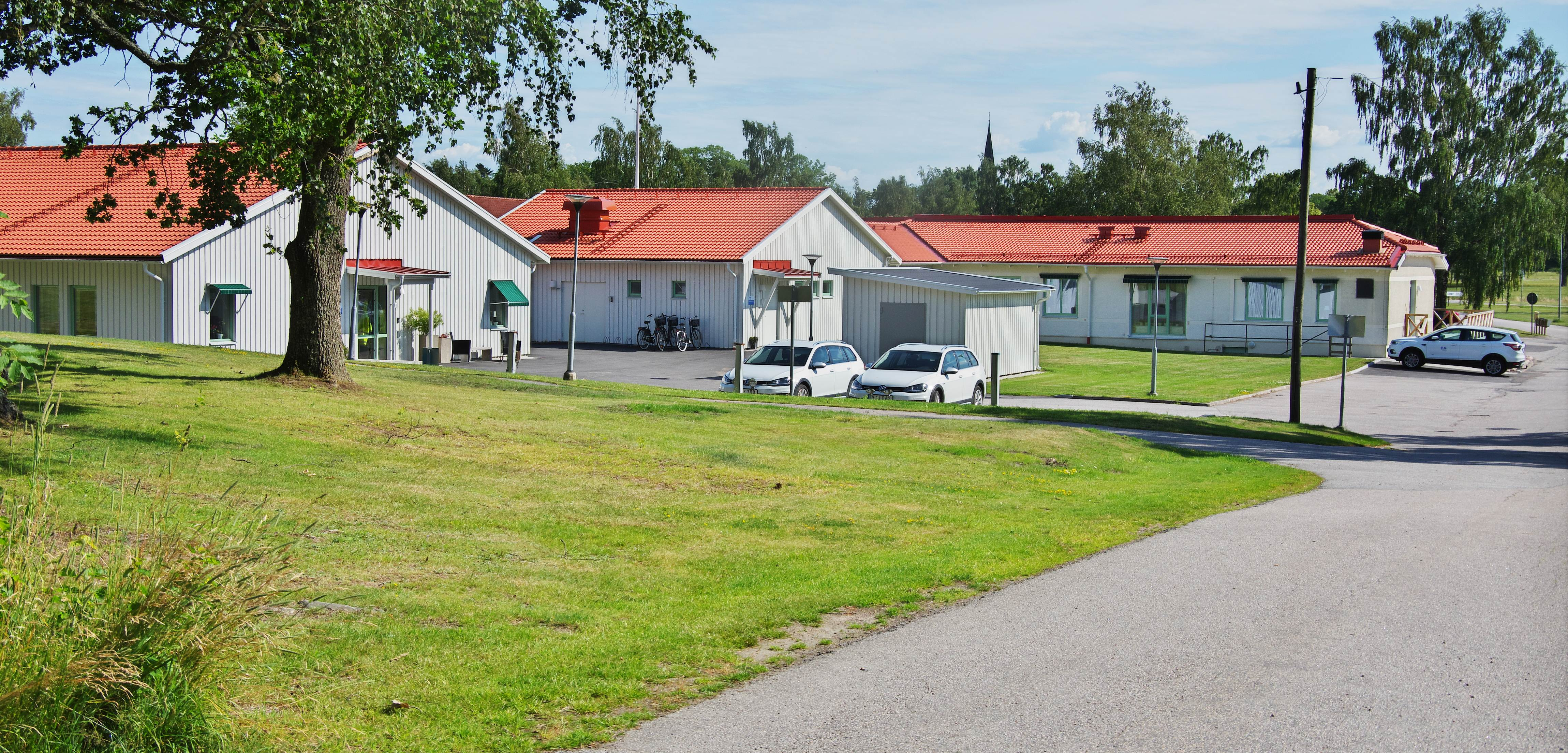
Bebyggelse från 2000-talet.
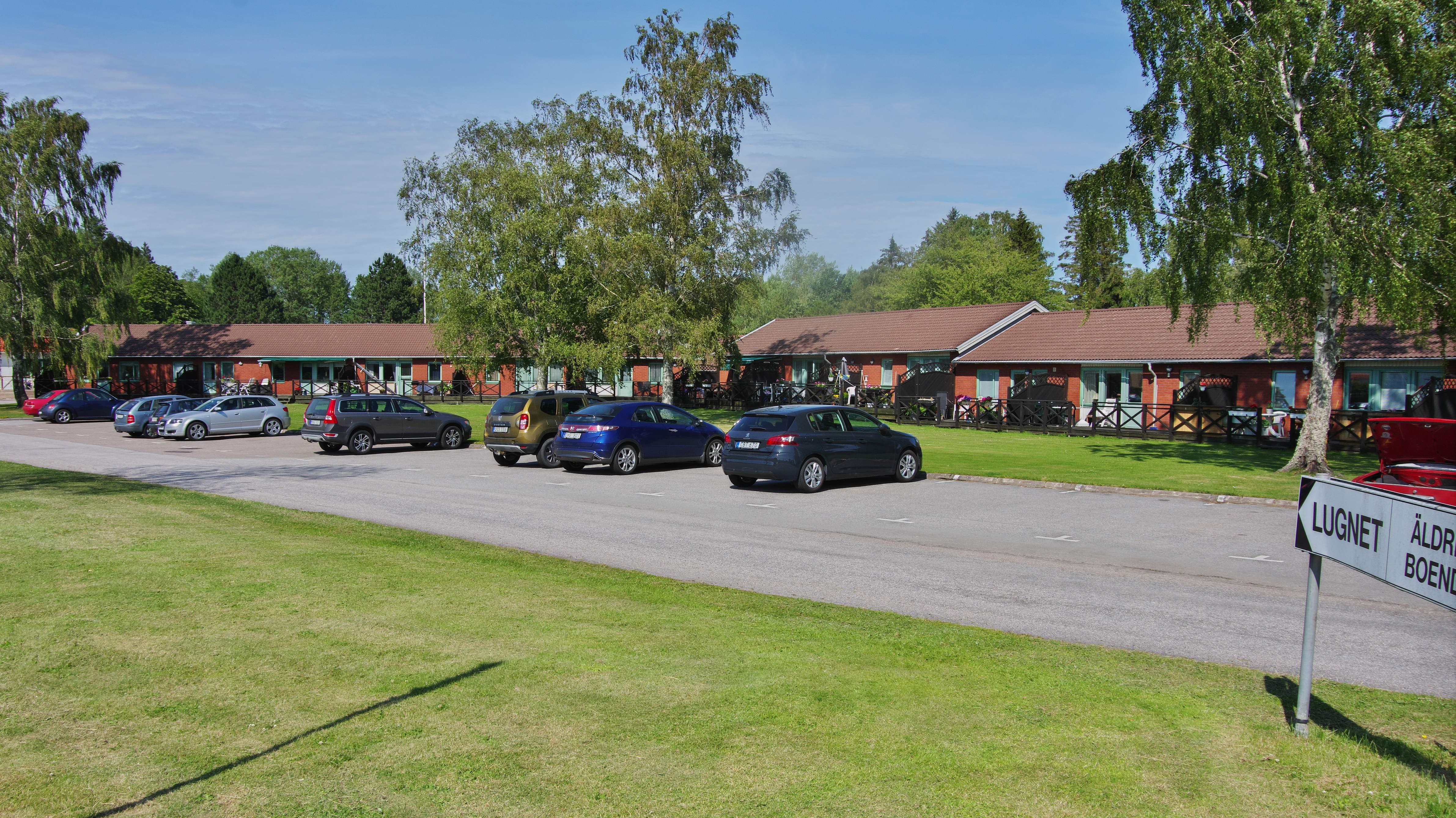
Äldreboendet Lugnet.